# 石崎達
石崎 達（いしざき たつし、1914年 - 2005年3月27日）は、日本の医学者。喘息日記、アレルゲンによる皮膚反応、減感作療法などの普及に貢献した。栃木県出身。

## 来歴
- 1932年 旧制栃木県立栃木中学校卒業
- 1939年 東京帝国大学医学部医学科卒業、同大内科物理療法学教室副手に就任
- 1949年 同教室助手に就任
- 1952年 国立予防医学研究所寄生虫部室長、兼任同上助手に就任
- 1958年 兼任東京大学非常勤講師に就任
- 1967年 国立予防医学研究所寄生虫部部長に就任、日本アレルギー協会理事に就任
- 1975年 同上退官、獨協医科大学アレルギー内科教授に就任、日本アレルギー協会北関東支部長に就任
- 1978年 同大臨床学科長（併任）
- 1980年 獨協医科大学アレルギー内科教授定年、同大特任教授に就任、日本アレルギー学会長に就任
- 1982年 獨協医科大学名誉教授に就任、上武呼吸器科内科病院名誉院長に就任
- 2005年 心筋梗塞により91歳で死去

## 論文
- 石崎達, 笛木隆三, 斎藤明, 江澤一浩, 土井一郎「喘息患者の皮膚反応に及ぼす年齢の影響とRAST・ELISA各反応との相互関係について」『アレルギー』第41巻第6号、日本アレルギー学会、1992年、668-675頁、doi:10.15036/arerugi.41.668、ISSN 0021-4884、NAID 110002420434。
- 石崎達, 笛木隆三, 斉藤明 ほか,「31 喘息患者の皮膚反応・RAST・ELISA各反応陽性率と相互関係」『アレルギー』第40巻第3号、日本アレルギー学会、1991年、348頁、doi:10.15036/arerugi.40.348_3、ISSN 0021-4884、NAID 110002416685。
- 斎藤明, 江沢一浩, 苗木真 ほか,「409 Cough variant asthmaと減感作療法」『アレルギー』第39巻第9号、日本アレルギー学会、1990年、1255頁、doi:10.15036/arerugi.39.1255_1、ISSN 0021-4884、NAID 110002431156。
- 信太隆失, 伊藤幸治, 山下直美, 貴谷光 ほか,「気管支喘息 3」『日本胸部疾患学会雑誌』第25巻、日本呼吸器学会、1987年、223-232頁、doi:10.11389/jjrs1963.25.Supplement_223、ISSN 0301-1542、NAID 130003676206。
- 光井庄太郎, 石崎達, 小林節雄「283 わが国の喘息死(続報)」『アレルギー』第36巻第8号、日本アレルギー学会、1987年、694頁、doi:10.15036/arerugi.36.694_1、ISSN 0021-4884、NAID 110002415234。
- 石崎達「気管支喘息発作と環境因子」『日本胸部疾患学会雑誌』第23巻第7号、日本呼吸器学会、1985年、751-752頁、doi:10.11389/jjrs1963.23.751、ISSN 0301-1542、NAID 130003675759。
- 石崎達, 小泉一弘, 櫛引悦子「390 今市・日光地区杉花粉症疫学調査成績の解析」『アレルギー』第34巻第8号、日本アレルギー学会、1985年、777頁、doi:10.15036/arerugi.34.777_2、ISSN 0021-4884、NAID 110002414606。
- 光井庄太郎, 石崎達, 小林節雄「133 わが国における喘息急死の統計的観察」『アレルギー』第34巻第8号、日本アレルギー学会、1985年、649頁、doi:10.15036/arerugi.34.649_1、ISSN 0021-4884、NAID 110002414349。

### 編著
- 「医寄生虫学」（第一出版）